# Sobarocephala melanderi
Sobarocephala melanderi är en tvåvingeart som beskrevs av Soos 1965. Sobarocephala melanderi ingår i släktet Sobarocephala och familjen träflugor.
Artens utbredningsområde är Costa Rica. Inga underarter finns listade i Catalogue of Life.